# 彩虹竹芋

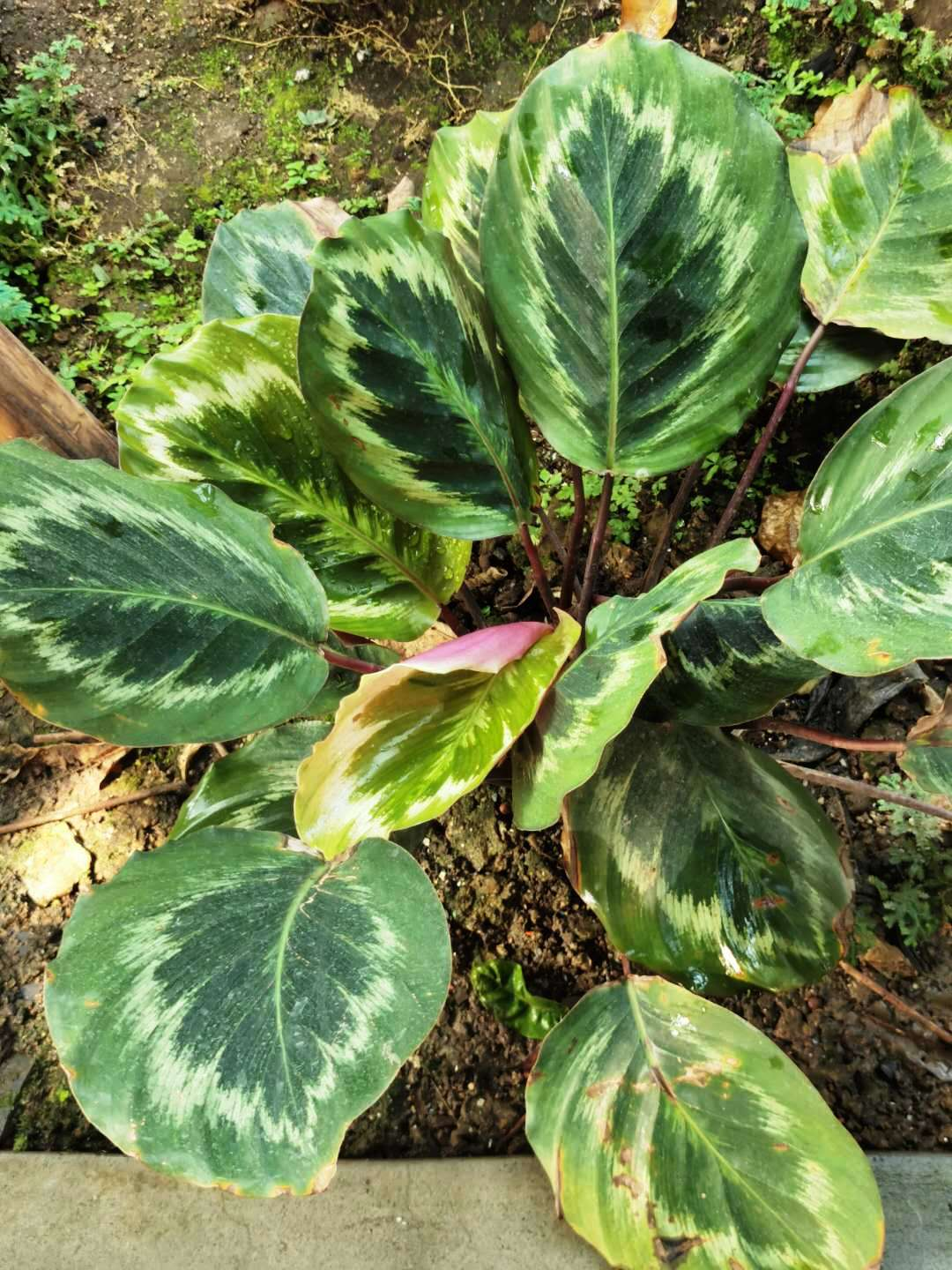

彩虹竹芋（学名：Calathea roseopicta）为竹芋科孔雀竹芋屬下的一个种。困近叶缘处有一圈玫瑰色或银白色环形斑纹，如彩虹一般，故名。原产巴西，同属植物分布于南美至中美的热带美洲地区。中国有引种栽培。